# Státní znak Kiribati
Státní znak Kiribati je tvořen červeným štítem se třemi stříbrnými a třemi modrými, zvlněnými břevny v dolní části, nad nimiž vychází zlaté slunce s devíti rovnými a osmi zvlněnými paprsky. Nad vycházejícím sluncem je (heraldicky) doprava letící zlatá fregatka, pod štítem zlatá, červeně podšitá stuha s mottem v kiribatštině: TE MAURI TE RAOI AO TE TABOMOA (česky Štěstí, mír a prosperita).
Znak symbolizuje polohu Kiribati v Tichém oceánu, slunce je symbolem zlaté budoucnosti a fregatka (národní pták) síly, vyrovnanosti a svobody.

## Historie
V roce 1931 předložil rezident britské korunní kolonie Gilbertovy a Elliceovy ostrovy koloniálnímu úřadu v Londýně návrh na znak a vlajkový emblém kolonie. Návrh šel cestou přes Vysokého komisaře Britských západopacifických území na Fidži. Autorem obou symbolů byl jistý pan Compton. Přijetí předcházel zdlouhavý byrokratický proces na devíti vládních úřadech a agenturách. 1. května 1937 byl kolonii (po úpravách) znak, anglickým králem Jiřím VI. udělen. Oproti návrhu byla ze znaku, téměř shodného se současným, vypuštěna královská koruna položená na štítu a fregatka měla v návrhu stříbrnou (a ne zlatou) barvu. Koruna měla symbolizovat, že veškerá moc a svoboda byla udělena panovníkem, poskytujícím ostrovům ochranu. Pod štítem byla stříbrná stuha s mottem v kiribatštině MAAKA TE ATUA KARINEA TE UEA a v tuvalštině MATAKU I TE ATUA FAKAMAMALU KI TE TUPU (česky Boha se boj a cti krále).
Znak byl, jako vlajkový emblém (anglicky badge), umístěn ve vlající části koloniální vlajky. Oficiální vlajkou ostrovů se však tato vlajka stala až 28. srpna 1969.

Vlajka Gilbertových a Elliceových ostrovů (1937/1969–1979) Poměr stran: 1:2

1. října 1975 vyhlásily Elliceovy ostrovy nezávislost a oddělily se pod názvem Tuvalu. Gilbertovy ostrovy se staly britským, administrativně odděleným závislým územím. 1. ledna 1977 získaly ostrovy vnitřní samosprávu. 12. července 1979 vyhlásily Gilbertovy ostrovy nezávislost pod názvem Republika Kiribati.
Státní znak byl (spolu s vlajkou) potvrzen „Zákonem o národní identitě“ (National Identity Act) č. 2 z roku 1989. V zákoně je uveden popis znaku, závazné vyobrazení a pravidla užívání. Přesto se užívá v několika, mírně odlišných, variantách (velikost slunečního kotouče, kresba paprsků, tvar křídel a zobáku či prokreslenost detailů fregatky).